# تقنية الارتشاح البحري
تقنية الارتشاح البحري (SeaSeep) هي مزيج من البيانات ثنائية الأبعاد السيزمية ذات الصلة بعلم الزلازل (مجموعة من الخطوط السيزمية أو الاهتزازية التي يتم الحصول عليها بشكل فردي، في مقابل خطوط متعددة متقاربة المساحة1)، وسونار متعدد الحزم ذو دقة عالية والذي يُعد شكلاً من الأشكال التطورية المتقدمة لجهاز سونار مسح جانبي، وجمع لعينات جوفية بواسطة مكبس الإبحار (واحدة من أكثر الطرق شيوعًا في جمع العينات من سطح البحر2)، وجمع لعينات بواسطة التدفق الحراري (وهي تخدم غرضًا حيويًا في التنقيب عن النفط وإنتاجه3)، وربما البيانات المتعلقة بالجاذبية والمغناطيسية (يُرجى الرجوع إلى الكتاب التمهيدي لـ «ديك جيبسون» عن الجاذبية والمغناطيسية4).
ومصطلح الارتشاح البحري (SeaSeep) يخص أصلاً شركة بلاك جولد إنيرجي (Black Gold Energy) (LLC)5 وهو يشير إلى مجموعة من البيانات تمزج جميع البيانات المتاحة في حزمة واحدة متكاملة يمكن استخدامها في التنقيب عن النفط. ومع الاستحواذ على شركة بلاك جولد إنيرجي المحدودة بواسطة شركة نيكو ريسورسيز Ltd.6 في ديسمبر 2009، يصبح المصطلح الآن ملكًا لشركة نيكو ريسورسيز
إن مفهوم مجموعة بيانات الارتشاح البحرح هو الاشتقاق البحري الحديث للطريقة التي تم بها إيجاد حقول النفط في أواخر القرن التاسع عشر وبدايات القرن العشرين، عن طريق البحث عن هيكل طية محدبة كبيرة مع وجود تسرب للنفط مقترن بها. في الولايات المتحدة الأمريكية، هناك العديد من أوائل الحقول التجارية في كاليفورنيا التي تم اكتشافها باستخدام هذه الطريقة، بما في ذلك حقل نيوهال الذي تم اكتشافه عام 1876 وحقل نهر كيرن الذي تم اكتشافه عام 18997. كما تم استخدام طريقة التسريبات تلك في البحث عن العديد من الحقول البحرية، بما في ذلك حقل كانتاريل في المكسيك عام 1976؛ والذي يُعد أكبر حقل نفط في المكسيك وأحد أكبر حقول النفط في العالم. وقد تم تسمية هذا الحقل على اسم صياد يُدعى، روديسيندو كانتاريل، الذي تقدم بشكوى إلى شركة بيميكس عن أن شباك الصيد الخاصة به تصبح ملطخة بتسريبات النفط في منطقة خليج كامبيشي.
إن الظواهر البيولوجية والجيوكيميائية للارتشاح تقودنا إلى سمات متميزة تتعلق بقياسات الأعماق البحرية، بما في ذلك تلال تخفيف الضغط الإيجابية والقباب المستدقة وبراكين الطين وكذلك بروزات تخفيف الضغط (التنفيث) السلبية. ويمكن أن يتم رصد هذه السمات بواسطة السونار متعدد الحزم، ثم يتم جمع عينات منها بواسطة العينات الجوفية التي يتم جمعها عن طريق مكبس الإبحار. لقد أظهرت صفات وعمليات رسم خرائط الارتشاح متعددة الحزم الخاصة ودراسات الكيمياء الحيوية للنواة التي تم إجراؤها بواسطة فريق أبحاث الكيمياء الأرضية والبيئة التابع لجامعة تكساس آيه آند إم (Texas A&M) & 8 وكذلك الأبحاث التي أجريت لاحقًا بواسطة شركة تي دي آي بروكس (TDI Brooks)9 وجود شحنة حرارية في المياه العميقة بأنجولا والمياه العميقة في نيجريا، مما أدى إلى إجراء برنامج استكشاف هجومي من جانب عدد من شركات النفط والعمليات الكشفية اللاحقة. وجدير بالذكر أن التركيز على رسم الخرائط متعدد الحزم المقترن بجمع العينات الجوفية عن طريق الإبحار وقبوله في السوق بصفته تطويرًا للسبل الشبكية المستخدمة في الاستكشافات الجيوكيميائية يعود فضله إلى شركة AOA Geophysics Inc10.